# Fombellida
Fombellida – gmina w Hiszpanii, w prowincji Valladolid, w Kastylii i León, o powierzchni 36,13 km². W 2011 roku gmina liczyła 196 mieszkańców.